# كوكوت (فلم)
كوكوت (بالإسبانية: Cocote)، هُو فيلم دراما دومينيكاني صدر سنة 2017 وأخرجه Nelson Carlo de Los Santos Arias. اختير الفيلم ليكون الترشيح الرسمي لدولة جمهورية الدومينيكان للتنافس على نيل جائزة الأوسكار لأفضل فيلم بلغة أجنبية خلال حفل توزيع جوائز الأوسكار الحادي والتسعين، لكنه لم يكن ضمن القائمة النهائية للجائزة.

## طاقم التمثيل
- Vicente Santos في دور ألبرتو.
- Judith Rodíguez في دور كارينا.
- Pepe Sierra في دور مارتينيز.
- Yuberbi Rosa في دور باتريا.
- Isabel Spencer في دور شافي.

## وصلات خارجية
- مقالات تستعمل روابط فنية بلا صلة مع ويكي بيانات